# 仲田亞理沙
仲田亞理沙（日语：／，12月1日—）是日本的女性聲優。沖繩縣出身。Wonder Space所屬。

## 經歷
第一個配音的主要角色《是奇異太郎少年的妖怪繪日記》中的。

## 演出作品
粗體字為主要角色。

### 電視動畫
2016年
- 一人之下 the outcast（貓熊寶寶、女孩）
- OZMAFIA!!（日语：OZMAFIA!!）（學生）
- 時空使徒（男孩）
- 奇異太郎少年的妖怪繪日記（日语：奇異太郎少年の妖怪絵日記）（〈座敷童子〉[2]）

2017年
- 捏造陷阱 -NTR-（奈奈、國中女子籃球部成員B、女高中生、女朋友、同學）
- 品酒要在成為夫妻後（櫻井小春[3]）

2018年
- 立花館戀愛三角關係（篁伊織[4]）
- 甜蜜懲罰～我是看守專用寵物（女孩）
- 敦君與女朋友（日向野優衣）
- BanG Dream! 少女樂團派對（2018－2022，觀眾、路人、顧客、學生、現場觀眾等）－3季[列表 1]
- 人外的新娘（同學、主持人、學生）

2019年
- BanG Dream!（2019－2020，女高中生、觀眾、花女學生D、女學生、學生）－2季[列表 2]
- 八十龜觀察日記（2019－2022，Komehyo店員、卡拉OK顧客、播音員）－3季[列表 3]

2020年
- 異種族風俗娘評鑑指南（妮托）
- アルゴナビス from BanG Dream!（日语：アルゴナビス from BanG Dream!）（女學生A、青梅竹馬、市民、觀眾、電台播音員）

2021年
- 鬥神姬（艾爾[5]）
- Showtime！姊姊帶你一起動（職員、工作人員）

2022年
- 異世界迷宮裡的後宮生活（居民）
- BanG Dream! Morfonication（觀眾）
- 戀愛Flops（AI車站工作人員、AI便利商店店員、AI解說員）

2023年
- BanG Dream! It's MyGO!!!!!（かなこ、H同學、公告、街頭聲音）
- 聖劍學院的魔劍使（夏莉·暗影刺客[6]）

2024年
- 孤單一人的異世界攻略（料理社女[7]）

2025年
- 鄉下大叔成為劍聖（繆伊·弗雷亞[8]）

### 劇場動畫
- BanG Dream! FILM LIVE（2019年，觀眾）
- 劇場版 BanG Dream! Episode of Roselia（日语：劇場版 BanG Dream! Episode of Roselia）（2021年，紗夜樂團成員、觀眾）－2部作
- 劇場版 BanG Dream! ぽっぴん'どりーむ!（日语：劇場版 BanG Dream! ぽっぴん'どりーむ!）（2022年，遊客）

### 遊戲
- 世界計畫 繽紛舞台！ feat.初音未來（2021年）

## 外部連結
- 仲田亞理沙 – 合同會社Wonder Space（日語）
- 仲田亞理沙的X（前Twitter）（日語）
- 仲田亞理沙的相關資料、畫像、寫真 - WEB The Television （页面存档备份，存于）（日語）
- 仲田亞理沙 - Oricon（日語）